# Ismael Cortinas
Ismael Cortinas – miasto w Urugwaju, w departamencie Flores.